# Коацерват
Коацерват (от лат. coacervātus «собранный в кучу») или «первичный бульон» — многомолекулярный комплекс, капли или слои с бо́льшей концентрацией коллоида (разведённого вещества), чем в остальной части раствора того же химического состава.

## Коацервация
Коацервация — расслоение коллоидной системы с образованием коллоидных скоплений коацерватов в виде двух жидких слоев или капель. Коацервация может возникать в результате частичной дегидратации дисперсной фазы коллоида, являясь начальной стадией коагуляции.
Сущность явления коацервации заключается в отмешивании из однородного коллоидного раствора слоя или капель, связанном с переходом от полного смешивания к ограниченной растворимости.

## Коацерватные капли

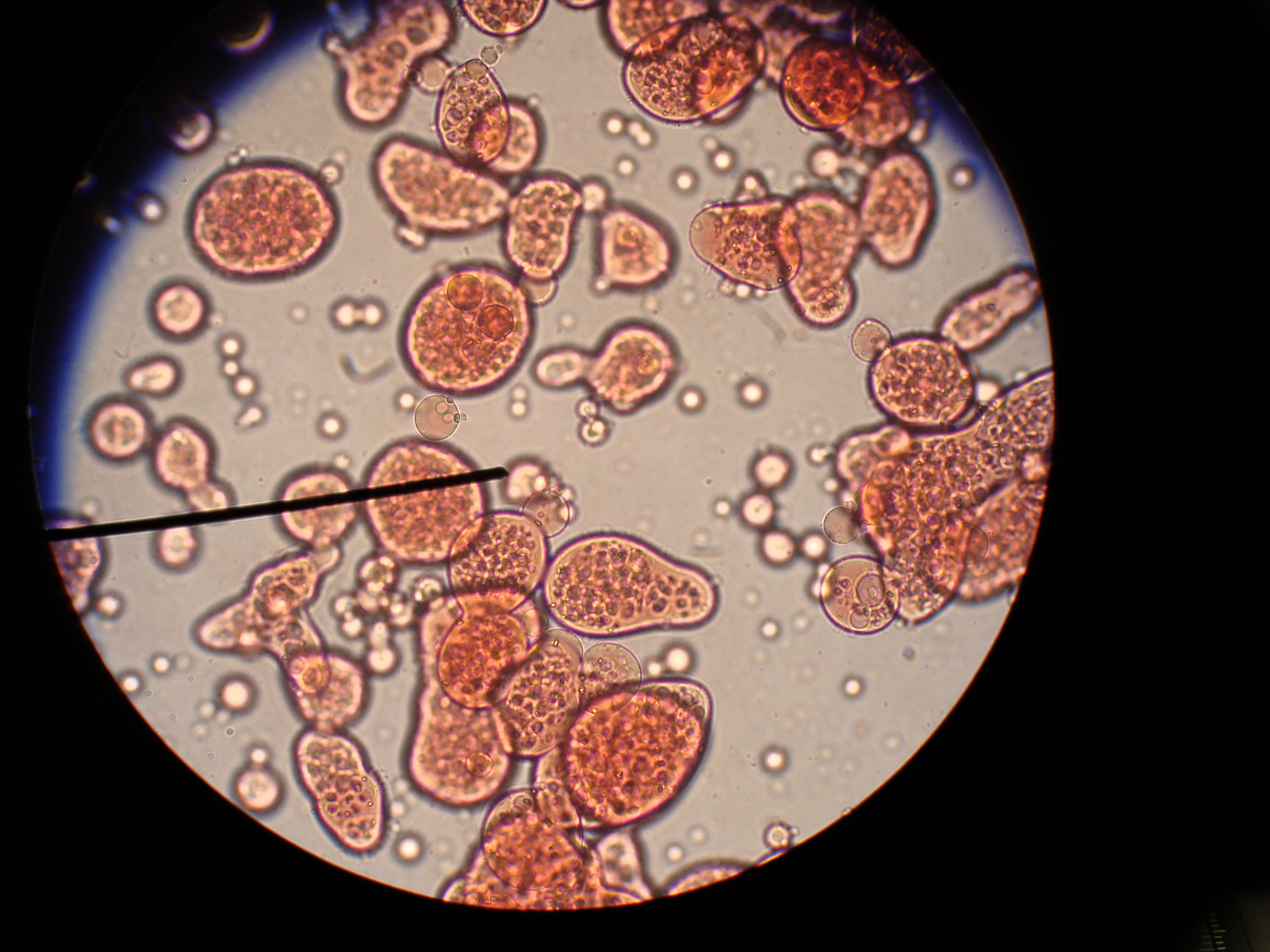

Коацерватные капли — сгустки, подобные водным растворам желатина. Образуются в концентрированных растворах белков и нуклеиновых кислот. Коацерваты способны абсорбировать различные вещества. Из раствора в них поступают химические соединения, которые преобразуются в результате реакций, проходящих в коацерватных каплях, и выделяются в окружающую среду.
Коацерваты имеют важное значение в ряде гипотез о происхождении жизни на Земле. Коацерваты в таких гипотезах представляют некие праорганизмы (протоорганизмы).
Каждая молекула имеет определённую структурную организацию (атомы, входящие в её состав, закономерно расположены в пространстве). Вследствие этого в разноатомных молекулах образуются полюсы с различными зарядами. Например, молекула воды H2O образует диполь, в котором одна часть молекулы несёт положительный заряд, а другая — отрицательный. Кроме этого, некоторые молекулы (например, соли) в водной среде диссоциируют на ионы.
В силу таких особенностей химической организации вокруг молекул образуются водные «рубашки» из определённым образом ориентированных молекул воды. Молекулы, окруженные водной «рубашкой», могут объединяться, образуя многомолекулярные комплексы — коацерваты. Коацерватные капли возникают также при простом смешивании разнообразных полимеров. При этом полимерные молекулы «собираются» в многомолекулярные фазово-обособленные образования.
А. С. Трошин использовал коацерватные капли в качестве клеточных моделей для исследования распределения веществ между моделью и средой.
В 2011 году японские учёные воспроизвели в лаборатории возникновение из «первичного бульона» протоклеток с катионной оболочкой и элементами ДНК внутри (отрезки природной ДНК входили в состав исходных компонентов), способных к делению в результате полимеразной цепной реакции, реплицирующей ДНК.

## Коацерватная теория
Термин «коацерват» впервые предложили в 1929 г. нидерландские биохимики Хендрик Бунгенберг де Йонг и Гюго Крайт. Позднее их термин использовал в своей концепции зарождения жизни из «первичного бульона» советский биохимик академик А. И. Опарин (его брошюра 1924 г. с первоначальным изложением концепции ещё не содержала термина «коацерват»). Позже Опарина (1929) и независимо от него к аналогичным выводам пришел английский учёный Дж. Холдейн.
Опарин полагал, что переход от химической эволюции к биологической требовал возникновения индивидуальных фазово-обособленных систем, способных взаимодействовать с окружающей средой.
По теории А. И. Опарина, коацервация сыграла большую роль на одном из этапов возникновения жизни на Земле.